# جبل شیلیا
جبل شیلیا (به عربی: جبل شيليا) یک کوه در الجزایر است که در الجزایر واقع شده‌است.
 جبل شیلیا   ۲٬۳۲۸ متر بالاتر از سطح دریا واقع شده‌است.